# Kasta gris

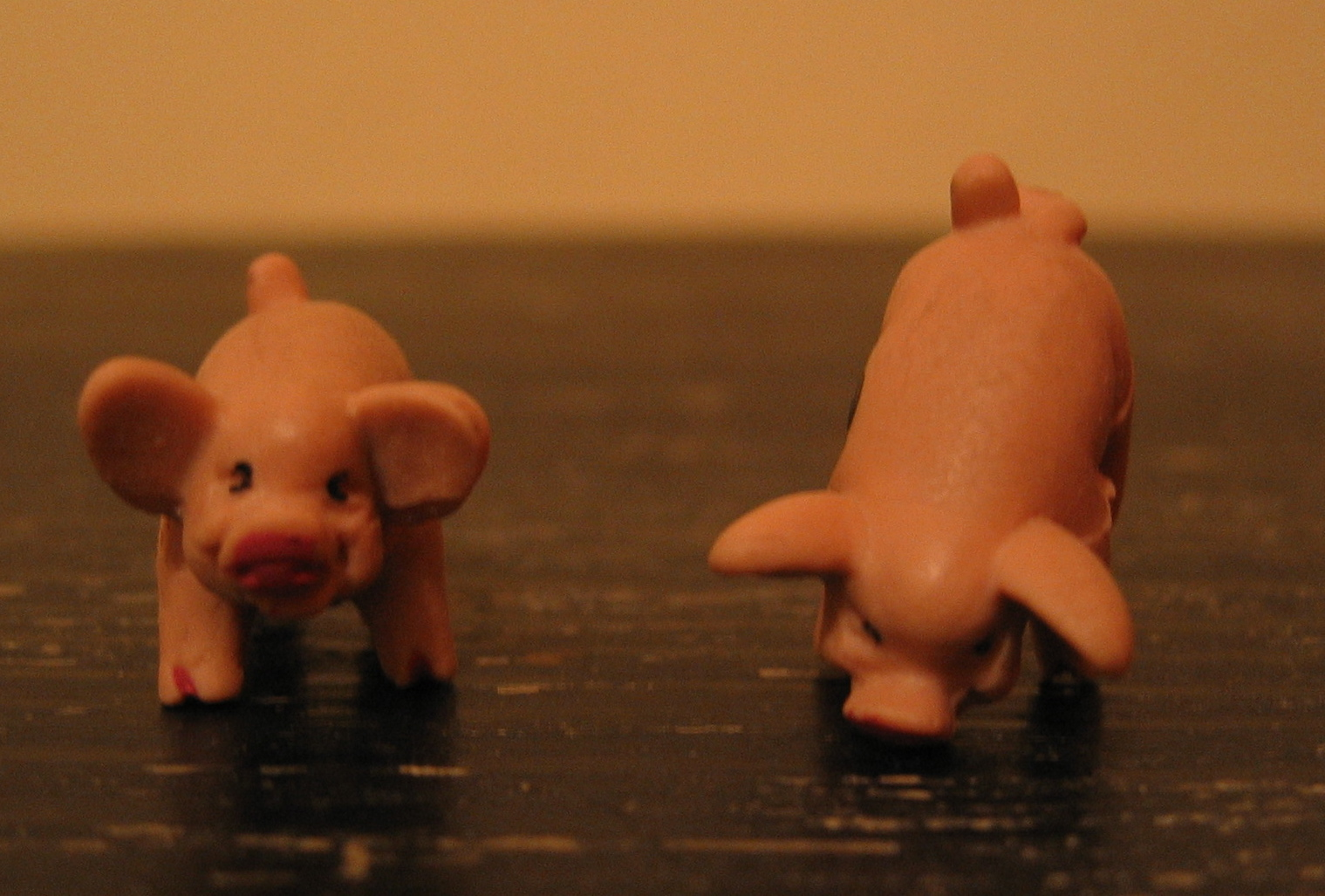
Två kasta gris-grisar

Kasta gris är ett sällskapsspel där två små grisar av precisionsgjuten gummiplast används som en sorts tärningar. Spelet skapades av David Moffatt och publiserades 1977 av Recycled Paper Products med namnet Pig Mania!. Rättigheterna till spelet har sedan sålts vidare och den engelska versionen heter numera Pass the pigs. I Sverige har spelet tidigare getts ut av MB (Milton Bradley) och Tactic men ges nu ut av Winning moves.

## Spelidé
Spelarna turas om att kasta grisarna och poäng utdelas utifrån hur grisarna landar, till exempel på benen, på ryggen eller på trynet. En spelare kan under sin tur göra flera kast från vilka poängen räknas ihop. Varje omgång fortsätter till spelaren antingen väljer att behålla sina insamlade poäng eller gör ett kast som nollställer omgångens poäng. Om grisarna ligger så att de rör vid varandra stryks spelarens poäng även från tidigare omgångar och turen går över. Vinner gör den som först uppnår en förutbestämd poängmängd.